# دونك فيشر
دونك فيشر هو لاعب هوكي الجليد كندي، ولد في 30 أغسطس 1927 في ريجاينا في كندا، وتوفي في 22 سبتمبر 2017.

## وصلات خارجية
- دونك فيشر على موقع دوري الهوكي الوطني (الإنجليزية)
- دونك فيشر على موقع قاعة مشاهير الهوكي (لاعب أن.إتش.أل) (الإنجليزية)
- دونك فيشر على موقع EliteProspects.com (الإنجليزية)
- دونك فيشر على موقع HockeyDB.com (الإنجليزية)
- دونك فيشر على موقع Hockey-Reference.com (الإنجليزية)